# Lydie Kheková
Lydie Kheková (18. června 1958, Chomutov – 20. listopadu 2018, Třebíč) byla česká keramička, textilní umělkyně a krajkářka.

## Biografie
Narodila se v roce 1958 v Chomutově, v polovině sedmdesátých let 20. století vystudovala paličkovanou krajku na Školském ústavu umělecké výroby v Praze, studovala pod vedením profesorky Milči Eremiášové. Oboru paličkování krajek se v počátku kariéry věnovala, následně se začala věnovat i vlastní tvorbě v oblasti paličkování. Používala kromě klasických materiálů také pravé nebo šicí hedvábí či bavlněnou mulinku. Později se začala věnovat keramice, primárně keramice užité. Otevřela ateliér v Zámostí v Třebíči. Vytvořila sérii cen, které město uděluje umělcům, kteří se zúčastnili festivalu Divadla 2–3–4 herců. Účastnila se dnů otevřených ateliérů v Kraji Vysočina. Zemřela 12. listopadu 2018 v Třebíči v 60 letech.